# Wukang (köpinghuvudort i Kina, Zhejiang Sheng, lat 30,54, long 119,96)
Wukang är en köpinghuvudort i Kina. Den ligger i provinsen Zhejiang, i den östra delen av landet, omkring 38 kilometer nordväst om provinshuvudstaden Hangzhou. Antalet invånare är 142 374. Befolkningen består av 70 098 kvinnor och 72 276 män. Barn under 15 år utgör 12,0 %, vuxna 15-64 år 80 %, och äldre över 65 år 7,0 %.
Runt Wukang är det tätbefolkat, med 570 invånare per kvadratkilometer. Närmaste större samhälle är Liangzhu, 19,9 km söder om Wukang. Trakten runt Wukang består till största delen av jordbruksmark.
Genomsnittlig årsnederbörd är 1 869 millimeter. Den regnigaste månaden är juni, med i genomsnitt 328 mm nederbörd, och den torraste är november, med 74 mm nederbörd.